# Humboldtia bourdillonii
Humboldtia bourdillonii är en ärtväxtart som beskrevs av David Prain. Humboldtia bourdillonii ingår i släktet Humboldtia och familjen ärtväxter. IUCN kategoriserar arten globalt som starkt hotad. Inga underarter finns listade i Catalogue of Life.